# 에이서
에이서(영어: Acer lnc.,중국어: 宏碁股份有限公司) 대만의 전자제품 제조업이자 다국적 기업이다.
에이서는 컴퓨터 판매회사가 갖고 있던 업계의 오랜 전통을 버렸다. '공장없는 컴퓨터 회사', 즉 무(無)공장을 실현한 것이다. 많은 현대기업들은 공장을 가지고 있다. 포춘 100대 기업으로 대만 최대 수출기업인 폭스콘(Foxconn)과 대만 최대 노트북 생산업체이자 애플 협력사인 콴타 컴퓨터는 거대 공장을 가지고 있다. 공장을 가진 제조업체의 목표는 시장을 키우고 소프트웨어(SW) 비즈니스 역량을 확대하는 일이다. 이 때문에 대만의 제조업체들은 급성장하는 기술산업에서 살아남기 위해 시장을 확대하고 지적재산권을 확보하는 전략을 편다.
2000년 에이서는 회사의 핵심 비즈니스였던 노트북과 데스크톱 등 전자제품 OEM생산을 탈피해 자체 브랜드를 앞세운 '채널 비즈니스 모델'로 조직을 재구성했다. 2001년 제조부문을 위스트론(Wistron)이란 독립회사로 분사했다. 새로운 로고로 재무장한 에이서는 '글로벌 브랜드 마케팅'에 초점을 맞췄다. 2007년 게이트웨이와 패커드벨을 인수했다. 이를 통해 에이서, 패커드벨, 게이트웨이, 이머신즈의 4개 브랜드로 글로벌 브랜드의 진용을 구축했다. 공장을 포기한 에이서는 제조회사에서 브랜드마케팅사로 변신하는 전략을 선택했다. 에이서는 컴퓨터를 소비자에게 직접 파는 직판을 거부하고 판매사, 도매점을 통해 개인고객을 공략하는 '채널 비즈니스 모델'을 강화했다. 2003년 전년도 대비 매출이 45%로 급증했고, 에이서는 운용비와 자본비용을 최소화 할 수 있었다. 에이서는 주문만 받아 제조업체에 주문을 넘겨주면 모든 프로세스가 끝난다. 창고도 필요 없으며 유통채널도 필요 없다. 제품을 제작하고 판매상에 물건을 배달해주는 곳은 제조업체다. 따라서 제품을 보관할 창고도 필요없다. 제조업체에서 주문받은 만큼 제품을 만들어 고객에게 납품하면 되기 때문에 재고도 남지 않는다.

## 역사
에이서는 1976년 스전룽, 그의 아내 캐롤린 예(Carolyn Yeh) 및 기타 5명이 대만 신주에서 멀티테크(Multitech)로 설립했다. 회사는 11명의 직원과 25,000달러의 자본금으로 시작되었다. 처음에는 주로 전자 부품 유통업체이자 마이크로프로페서 기술 사용 컨설턴트였다. 마이크로프로세서 MPF-I 교육 키트를 생산한 다음 두 개의 애플 II 클론인 마이크로프로페서 II 및 III을 생산한 후 신흥 IBM PC 호환 시장에 합류하여 중요한 PC 제조업체가 되었다. 1987년 회사 이름을 에이서로 변경했다.
1998년에 에이서는 에이서 인터내셔널 서비스 그룹, 에이서 서테크 서비스 그룹(Sertek Service Group), 에이서 세미컨덕터 그룹, 에이서 인포메이션 프로덕츠 그룹 및 에이서 페리퍼럴스 그룹(Peripherals Group)의 5개 그룹으로 재편성되었다. 에이서가 자체 제품과 경쟁한다는 고객의 불만을 불식시키고 브랜드 판매 대 계약 제조 사업의 경쟁적 성격을 완화하기 위해 회사는 2000년에 계약 사업을 분사하여 이름을 윈스트론 코퍼레이션(Wistron Corporation)으로 변경했다. 구조 조정으로 인해 브랜드 판매와 계약 제조라는 두 가지 주요 단위가 생겼다. 2001년에 회사는 디자인과 판매에 자원을 집중하기 위해 제조 부문인 벤큐와 위스트론을 매각했다.
에이서는 기존 유통 채널을 가장 잘 활용하는 마케팅 전략을 파악하고 사용하여 인력을 줄이는 동시에 전 세계 매출을 늘렸다. 2005년 1월 지안프랑코 란시(Gianfranco Lanci)가 회장이 되었다. 2005년까지 에이서의 직원 수는 전 세계적으로 7,800명에 불과했다. 매출은 2003년 49억 달러에서 2006년 113억 1천만 달러로 증가했다.
2000년대 중반에는 소비자 노트북이 거의 PC 산업의 유일한 성장 동력이었으며, 에이서의 유난히 낮은 간접비와 채널에 대한 헌신 덕분에 에이서는 이러한 추세의 주요 수혜자 중 하나가 되었다. 에이서는 일부 경쟁업체가 온라인 판매 및 비즈니스 고객을 추구할 때 소매 소비자를 대상으로 하는 보다 전통적인 유통 채널의 사용을 수용함으로써 부분적으로 유럽에서 빠르게 성장했다. 2007년에 에이서는 미국의 게이트웨이 (기업)와 유럽의 패커드 벨(Packard Bell)을 인수하여 세 번째로 큰 컴퓨터 공급업체, 두 번째로 큰 노트북 공급업체가 되었으며 수익성이 크게 향상되었다. 에이서는 목표가 규모의 경제를 달성하고 더 높은 마진을 얻는 데 도움이 될 수 있다는 믿음으로 세계 최대의 PC 공급업체가 되기 위해 노력해 왔다. 그러나 대량, 저가 PC 시장에 대한 이러한 의존으로 인해 구매 습관이 바뀌었을 때 에이서가 노출되었다.
2018년 9월, 에이서는 만트라와 발자국을 추적하는 스마트 기도 매듭인 리프 비즈(Leap Beads)를 생산하는 스마트 기기 사업부인 GadgeTek을 분사했다.
2019년 에이서는 게임 분석, 커뮤니티 주최 대회 및 소셜 경험을 제공하는 것을 목표로 하는 e스포츠 소셜 플랫폼 PLANET9을 발표했다.
2013년 11월 회장 겸 CEO인 J.T. 왕과 짐 웡(Jim Wong) 사장은 모두 회사의 재무 실적 부진으로 인해 사임했다. J.T. 왕은 연말에 에이서를 떠날 예정이었고 짐 웡이 그 자리를 계승할 것으로 알려졌다. 에이서 공동 창업자인 스전룽이 이사회 의장 겸 임시 사장직을 맡았고 회사는 새로운 사장을 물색했다. 2013년 12월 23일, 에이서는 당시 타이완 세미컨덕터 매뉴픽처링(Taiwan Semiconductor Manufacturing)의 전세계 영업 및 마케팅 부사장이었던 제이슨 첸(Jason Chen)을 2014년 1월 1일부터 새로운 사장 겸 CEO로 임명했다.

## 같이 보기
- 에이수스
- 벤큐
- AOpen
- 대만의 기업 목록
- 컴퓨터 시스템 제조업체 목록